# Emil du Bois-Reymond
Emil du Bois-Reymond (7 de noviembre de 1818 - 26 de diciembre de 1896) fue un médico y fisiólogo alemán descubridor del potencial de acción nervioso y desarrollador de la electrofisiología experimental.

## Vida
Du Bois-Reymond nació en Berlín, donde desarrollaría su vida laboral. Uno de sus hermanos pequeños fue el matemático Paul du Bois-Reymond (1831–1889). La familia era de origen hugonote.
Educado primero en el Liceo francés de Berlín, du Bois-Reymond comenzó sus estudios en la Universidad de Berlín en 1836. Parece que al principio no tuvo clara la orientación de sus estudios, pues fue primero estudiante del renombrado historiador eclesiástico August Neander, más tarde se inclinó hacia la geología y finalmente empezó a estudiar medicina con tal entusiasmo y éxito que atrajo la atención de Johannes Peter Müller (1801–1858), un conocido profesor de anatomía y fisiología.

Los estudios más tempranos de Müller habían sido claramente fisiológicos, pero sus preferencias le llevaron a estudiar más tarde anatomía comparada. Había, para cuando el joven du Bois-Reymond asistió a sus conferencias, publicado sus Elementos de Fisiología, en los que figura la siguiente afirmación:

"Aunque parece haber algo en los fenómenos de los seres vivos que no puede ser explicado por las leyes mecánicas, físicas o químicas ordinarias, mucho puede aun así explicarse, y podemos sin miedo llevar estas explicaciones tan lejos como podamos, siempre y cuando nos mantengamos en el sólido terreno de la observación y el experimento."

Durante 1840 Müller hizo a du Bois-Reymond su ayudante para fisiología, y a modo de punto de partida para una investigación le dio una copia del ensayo qué el italiano Carlo Matteucci acababa de publicar sobre los fenómenos eléctricos en los animales. Esto determinó el trabajo de la vida de du Bois-Reymond. Eligió como el tema de su tesis de graduación "Peces eléctricos", y comenzó así una larga serie de investigaciones en bioelectricidad. Los resultados de estas investigaciones se dieron a conocer en parte en artículos enviados a revistas científicas, pero también y principalmente por su trabajo Investigaciones sobre la Electricidad Animal, la primera parte del cual fue publicado en 1848 y la última en 1884.
En cuanto a sus opiniones religiosas, du Bois-Reymond era ateo.

## Trabajos

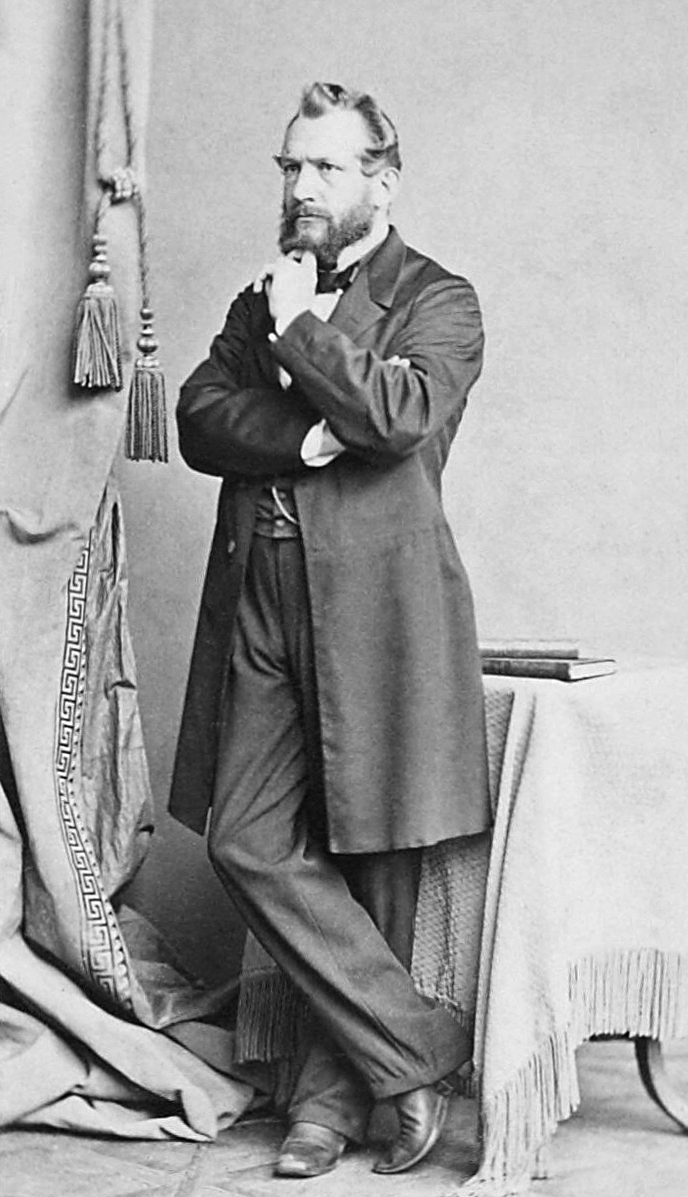
Emil du Bois-Reymond c. 1870

Du Bois-Reymond desarrolló la idea de que un tejido viviente, como por ejemplo un músculo, podría ser considerado como compuesto de un número de "moléculas eléctricas", y que el comportamiento eléctrico del músculo era el resultado del comportamiento de estas moléculas inherentemente eléctricas. Ahora sabemos que estas son sodio, potasio y otros iones, cuyos gradientes son responsables de mantener los potenciales de membrana en las células excitables.
Su teoría fue pronto criticada por varios fisiólogos contemporáneos como Ludimar Hermann, quien sostuvo que un tejido vivo intacto, como por ejemplo un músculo, no está sujeto a corrientes eléctricas siempre y cuando esté en reposo, siendo esencialmente isoeléctrico, y no necesita por tanto suponerse que está compuesto de moléculas eléctricas, siendo todos los fenómenos eléctricos que manifiesta debidos a los cambios moleculares internos asociados con la actividad o el daño. La teoría de du Bois-Reymond fue de gran valor incluso solo como hipótesis de trabajo, contribuyendo notablemente al avance de la ciencia. Así, el trabajo de du Bois-Reymond se ocupó principalmente de la electricidad animal, aunque llevó a cabo otras investigaciones fisiológicas, especialmente en relación con los fenómenos de difusión, si bien  publicó poco o nada sobre sus resultados.
Durante muchos años, du Bois-Reymond ejerció una gran influencia como profesor. En 1858, a la muerte de Johannes Müller, la cátedra de anatomía y fisiología que aquel hombre sostuvo fue dividida en una cátedra de anatomía humana y comparada, la cual se concedió a Karl Bogislaus Reichert (1811–1883), y una cátedra de fisiología, que fue concedida a du Bois-Reymond, que la conservaría hasta su muerte. En 1877, por su influencia, el gobierno proporcionó a la universidad un laboratorio fisiológico apropiado. En1851 fue admitido en la Academia de Ciencias de Berlín, y en 1876 se convirtió en su secretario vitalicio.
Durante muchos años du Bois-Reymond y su amigo Hermann von Helmholtz, quien como él había sido alumno de Johannes Peter Müller, fueron científicos reconocidos y profesores en Berlín. Ambos utilizaron su influencia en beneficio del adelanto de ciencia. Du Bois-Reymond, como se ha dicho, había durante sus años más tempranos estudiado otros temas además de fisiología y medicina, y durante sus últimos años revisó algunos de estos. Dio discursos ocasionales, tratando temas generales y varios problemas de filosofía.

## Los Siete Enigmas del Mundo
Durante 1880 du Bois-Reymond pronunció un conocido discurso ante la Academia Ciencias de Berlín definiendo siete "enigmas del mundo" que consideraba "trascendentales", algunos de los cuales, declaró, ni la ciencia ni la filosofía podrían nunca explicar. Estos "enigmas" son los que siguen:
1. La naturaleza última de la materia y la fuerza,
2. El origen del movimiento,
3. El origen de la vida,
4. La "organización aparentemente teleológica de naturaleza", que no tenía por un "enigma absolutamente trascendental",
5. El origen de las sensaciones simples (consciencia), "una cuestión bastante transcendental",
6. El origen del pensamiento inteligente y el lenguaje, que podría ser sabido si el origen de las sensaciones simples pudiera conocerse, y
7. La cuestión del libre albedrío.[3]

Al respecto de los números 1, 2 y 5 declaró: "ignoramus et ignorabimus": "no sabemos y no sabremos."